# 双D港駅
座標: 北緯39度3分41秒 東経121度52分6.5秒 / 北緯39.06139度 東経121.868472度
双D港駅（そうディーこう-えき）は中華人民共和国遼寧省大連市金州区に位置する大連地下鉄3号線の駅である。
駅は大連の「双D港園区」から名付けられている。「双D」はデジタル（Digital）と生物（DNA）の略。

## 駅構造
- 相対式ホーム2面2線の地上駅。

## 駅周辺
- 遼寧中医薬大学

## 歴史
- 2003年5月1日 - 開業。

## 隣の駅
大連公交客運集団有限公司
■大連地下鉄3号線
保税区駅 - （高木山駅） - 双D港駅 - 小窯湾駅